# Fofora
Fofora est une commune rurale située dans le département de Kampti de la province du Poni dans la région Sud-Ouest au Burkina Faso.

## Géographie
Fofora se trouve à environ 2 km à l'ouest du centre de Kampti, le chef-lieu du département, et de la route nationale 12 menant à la frontière ivoirienne.

## Économie
Historiquement, l'activité traditionnelle est l'agriculture pratiquée par les populations lobi, animistes. Avec la découverte de gisements, la principale économie de la ville est désormais liée à l'activité du site d'orpaillage artisanal présent sur son territoire, générant de nombreux conflits entre autochtones lobi et chercheurs d'or migrants,.

## Santé et éducation
Le centre de soins le plus proche de Fofora est le centre médical de Kampti tandis que le centre hospitalier régional (CHR) de la province se trouve à Gaoua.